# Theretra baliensis
Theretra baliensis là một loài bướm đêm thuộc họ Sphingidae. Nó được tìm thấy ở Bali in Indonesia.